# كنيكت أدفنتشرز!
كينكت أدفنتشرز! (بالإنجليزية: !Kinect Adventures)‏ هي لعبة فيديو رياضية ومغامرات طورتها غود ساينس ستوديو ونشرتها مايكروسوفت غيم ستوديوز لإكس بوكس 360. صدرت في عام 2010، وهي عبارة عن مجموعة من خمسة ألعاب مصغرة للمغامرات والرياضة. تستخدم اللعبة كاميرا الحركة كنيكت وقُدِمَت كلعبة مضمنة مع المشغل.[بحاجة لمصدر] كُشِفَ عنها في معرض الترفيه الإلكتروني 2010 واستمرت لتصبح أكثر لعبة مبيعًا على إكس بوكس 360، حيث باعت 24 مليون وحدة في جميع أنحاء العالم.